# Soffredo
Soffredo (zm. 14 grudnia 1210) – włoski kardynał.

## Życiorys
Pochodził z Pistoia, gdzie był kanonikiem miejscowej kapituły katedralnej. Uzyskał tytuł magistra, ale nie wiadomo gdzie studiował. Godność kardynalską nadał mu papież Lucjusz III prawdopodobnie w grudniu 1182. Podpisywał bulle papieskie najpierw jako diakon Santa Maria in Via Lata (2 stycznia 1183 do 26 lutego 1193), a następnie jako prezbiter Santa Prassede (5 marca 1193 do 2 grudnia 1208). Działał jako legat papieski we Francji (1187), Lombardii (1188-89), Niemczech (1189-90) i Wenecji (1198). W 1202 roku został jednym z legatów przy wojskach IV krucjaty; wobec porzucenia pierwotnego celu przez krzyżowców pierwotnego celu Soffredo odłączył się od armii i udał bezpośrednio do Syrii, gdzie mediował w lokalnych konfliktach. Po zdobyciu Konstantynopola przez krzyżowców uczestniczył w tworzeniu łacińskiej hierarchii w Grecji. Dwukrotnie proponowano jego kandydaturę na stolice metropolitalne: w 1201 obrano go na arcybiskupa Rawenny, a w 1203 na patriarchę Jerozolimy. Za pierwszym razem elekcji nie ratyfikował papież, za drugim oferowanego stanowiska nie przyjął sam Soffredo. Pod koniec życia wycofał się do rodzinnego miasta Pistoia, gdzie zmarł.